# PSYCED
Der PSYCED ist die Implementierung der PSYC-Messaging-Technik. PSYCED unterstützt dadurch nicht nur Peer-to-Peer-Kommunikation (P2P), sondern ermöglicht auch Multicast über TCP- und UDP-Verbindungen. Die Software ist erhältlich unter der GPL-Lizenz.
PSYCED übernimmt ebenfalls die erweiterten Aufgaben eines PSYC-Clients, wodurch Zugangsanwendungen wie Telnet, Java-Applets, IRC-Clients und XMPP-Clients Zugang zum PSYC-Netzwerk erhalten. Unterstützung von TLS-Verschlüsselung ist vorhanden. Die Serversoftware ist in der Programmiersprache LPC erstellt.
PSYCED beherrscht XMPP, wodurch er mit allen XMPP-Anwendern kommunizieren kann, egal welche Zugangsform der lokale Nutzer verwendet. Außerdem bietet PSYCED die Möglichkeit, Gateways zu anderen Messaging-Systemen (z. B. IRC) einzurichten. Dazu HTTP-Web-, SMTP-Mail-, RSS- und native Echtzeit-Newsfeeds. Auch ist eine experimentelle NNTP-News-Schnittstellen verfügbar.
Besondere Eigenschaft ist die Programmierbarkeit der Chaträume (Gruppen, Channels etc.), wodurch man anders als bei IRC ein gewünschtes Verhalten direkt in den Raum einbauen kann, bis hin zu verteilten Multi-User-Applikationen.

## Software
Eine Liste mit Clients und Werkzeugen (nicht vollständig):
- PsycZilla – Firefox-Addon
- Dyskinesia – Client in C++ und Qt
- psyconaut – .net-Client in C#
- libPSYC – C++-Bibliothek
- pypsyc – Python-Bibliothek
- perlpsyc – Perl-Bibliothek[6], beinhaltet auch:
  - cvs2psyc – zeigt CVS-Änderungen in Developer-Chatraum an
  - dpa2psyc – zeigt E-Mail-Newsfeed in Subscription-Chatraum an
  - psycfilemonitor – zeigt Dateisystemänderung in Echtzeit an
  - psycion – einfacher Konsolenclient
  - psycmp3 – einfacher Konsolen-MP3-Player mit Benachrichtigungen
  - syslog2psyc – Daemon um syslog-Events weiterzuleiten
- psycnotify.php Erweiterung für MediaWiki in PHP[7]
- psycnotify.module für Drupal CMS in PHP[8]
- PSYC syndication für phpBB in PHP

## Geschichte
Die Software gibt es seit 1997 und wurde unter anderem von Stern, T-Online, Gruner + Jahr, Magix, MTV Europe und BrasNET benutzt, zeitweise mit über eine Million täglichen Benutzern (IRC-Userbase). PSYCED funktioniert als Brücke zwischen dem eigenen PSYC Protokoll und verschiedenen anderen Chat/Messenger-Netzwerken. Es wird hauptsächlich in Europa für IRC, XMPP und Webchatservices benutzt. Während der 2000er wurde PSYCED gelegentlich für Hochlastchats benutzt von ARD, ZDF, Audi, Adolf-Grimme-Preis, Bambi, Echo, Miss Germany Awards, MTV Europe Music Awards, Eurovision Song Contest und weiteren.
2007 änderte das Projekt seinen Namen von psycMUVE zu PSYCED. Die Software wird weiterhin entwickelt und in verschiedenen Bereichen erweitert (Stand 2009).